# Vaktbyggnad

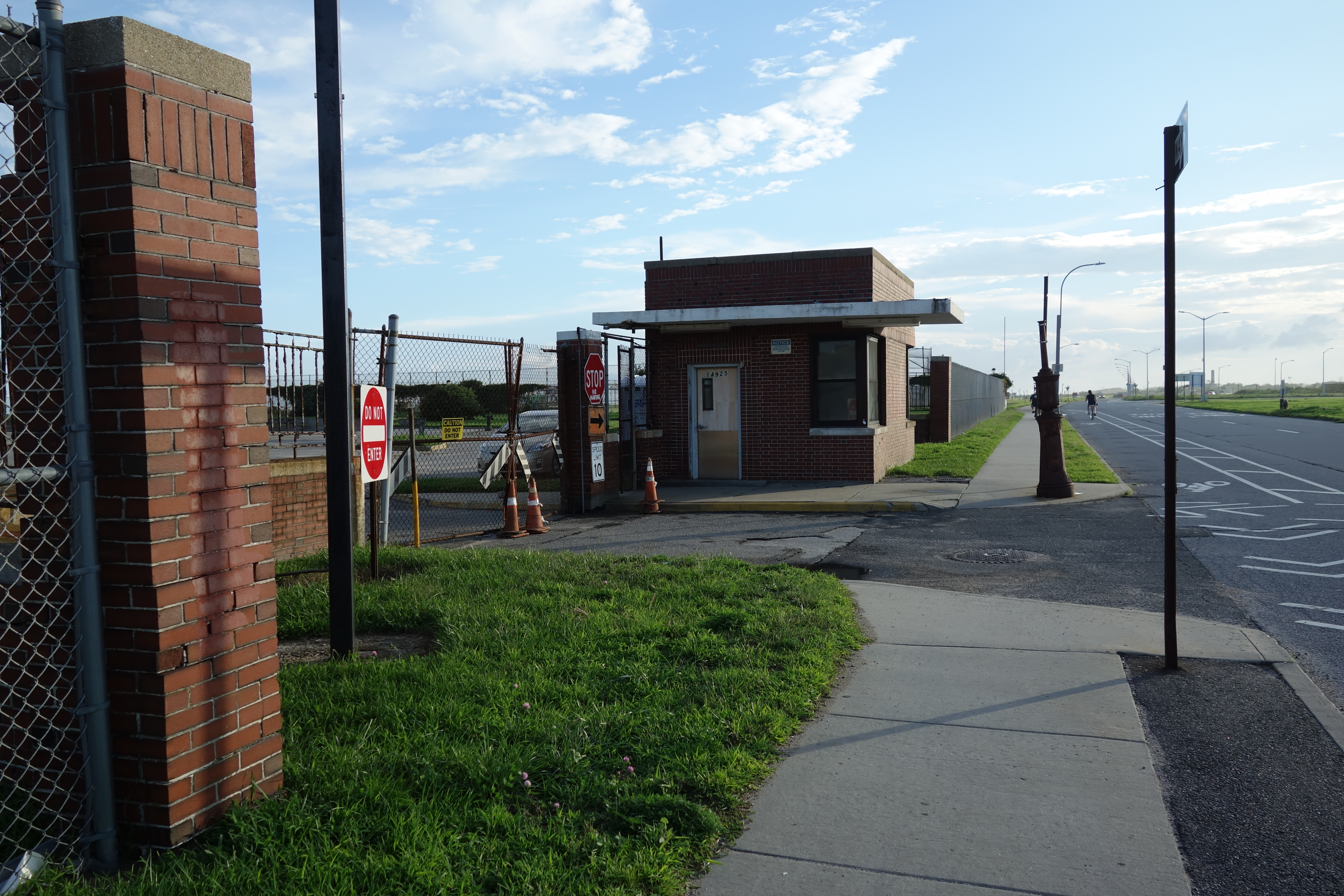
Vakthus till ett sjukhus.

Vaktbyggnad, även vakthus med mera, är en byggnad eller kasern som används för att hysa vaktpersonal och deras utrustning, ibland även deras logement med mera.

## Corps de garde

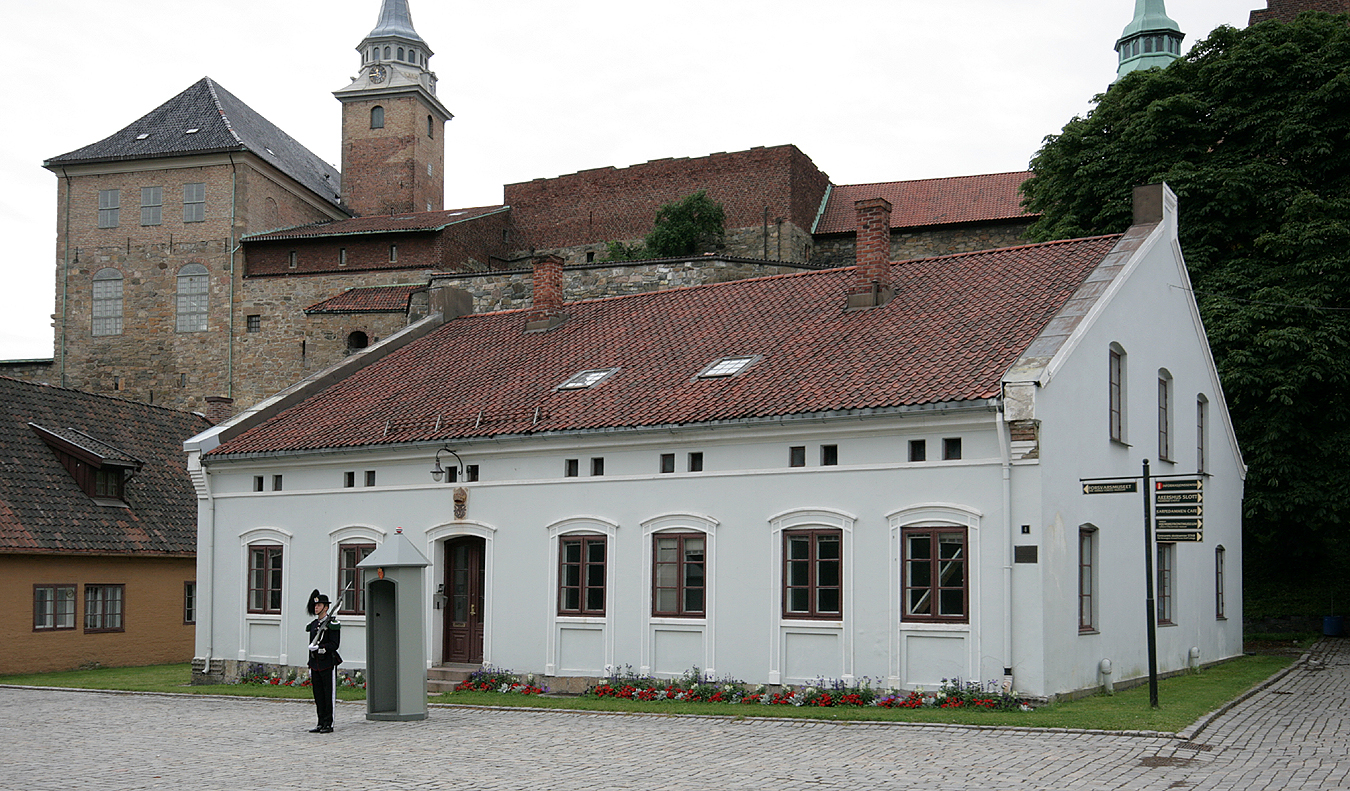
Corps de garde vid Akershus fästning i Oslo.

Corps de garde (i svenskt uttal förvrängt till: kårrtigále, finska: korttikaali) är en inlånad fransk term som betyder ”vaktkår” och betecknar ursprungligen den truppavdelning som utgör vakten i en fästning eller kasern etc, alltså vaktmanskapet eller ”vakten” (i samlad mening).
Begreppet har även överförd betydelse som vaktens vaktbyggnad, vakthus eller kasern alternativt vaktens kvarter eller vaktrum etc, även vaktens logement och andra utrymmen för en vaktstyrka. Om vaktstyrkan är en högvakt kan även själva vaktbyggnaden benämnas högvakt.

### Franska begrepp
- Corps de ballet
- Corps de bataille
- Corps de Cavalerie
- Corps de logi